# Čačvina (utvrda)
Utvrda Čačvina je ruševna srednjovjekovna utvrda kod Trilja i zaštićeno kulturno dobro.

## Strateški položaj
Utvrda Čačvina nalazi se oko 8 kilometara sjeveroistočno od Trilja, na nadmorskoj visini od 705 metara. Nalazi se na vrhu brda, iznad vjekovnog puta koji iz Cetinske krajine preko Buškog blata vodi prema Livnu i Duvnu. Ovom rutom i danas vodi put od Trilja prema Livnu: državna cesta D220.
S vrha brda puca pogled na Sinjsko polje i na južne padina planine Kamešnice i na dio Zamosorja. Odličan pregled terena je omogućavao njenim posadama uspješnu kontrolu protoka robe i putnika od Trilja prema istoku.

## Povijest

### Prapovijest
Ovaj je prirodni prolaz oduvijek je bio glavni put od Cetinske krajine prema imotskom kraju i jugozapadnoj Bosni, što se može zaključiti iz rasporeda prapovijesnih objekata.
Ulomci keramike razasuti su niz prisojnu padinu podno utvrde Čačvine, što svjedoči o povremenom boravku predrimskih stanovnika i na ovom hrptu brijega, na kojem nisu zamijećeni ostaci prapovijesnog objekta.
Jugoistočno od utvrde Čačvine, na prijevoju Priviji, razdjelnici zaselaka gornje i Donje Čačvine, sačuvani su tragovi antičkog kolnika izbrazdanog kolotečinama (spurillae). Ovaj je put sagrađen sredinom prvog stoljeća, kao dio itinerarskog pravca Salona-Argentaria, a bio je korišten i održavan sve do izgradnje suvremenih prometnica. Put je tekao od mosta preko Cetine kod Trilja, rubom Sinjskog polja do Vedrina, a zatim se penjao preko Čačvine, Vrpolja, Velića i Tijarice prema naseljima oko današnjeg Buškog blata.
Više lokaliteta i pokretnih spomenika, registrirano pokraj Rimskog puta, svjedoče o intenzivnom prometu ovim dijelom trase tijekom antike i srednjega vijeka. 
Na položaju Aran u Gornjoj Čačvini, uza sjeverni rub prostrane vrtače, gomila kamenja prikupljena krčenjem skriva ostatke većeg zdanja. Vodoravno složeni redovi četvrtastih kamenih blokova povezanih žbukom, okomita fasada oslonjena na proširenu temeljnu stopu, kao i ulomci keramičkih posuda i tegula, razbacani po površinama okolnih oranica, otkrivaju kako je riječ o antičkom objektu još nepoznate veličine i namjene.
Osim spomenutih lokaliteta, na području sela Čačvine postoje i drugi položaji s materijalnim ostacima prošlosti. Ispod brda Križine, južno podno utvrde, vire kamene poklopnice kasnosrednjovjekovnih grobova, kakvi su nedavno otkriveni stotinjak metara zapadno izvan suvremenog seoskog groblja, a pokraj staze što vodi k tvrđavi i crkvi Svih Svetih. Toponimi Mirine blizu zaselka Žuljevića i Grebčine sjeverozapadno od Živaljića, također ukazuju na blizinu arheoloških lokaliteta.

### Povijest utvrde
Utvrda se prvi put spominje 1345., kada je bila u vlasti kneza Ivana Nelipčića Cetinskog. Godine 1435. od Nelipčića je nasljeđuju Frankopani, a već 1436. zadobivaju Talovci. Sredinom 15. st. u vlasti je hercega Stjepana Vukčića Kosače, a zatim opet Talovaca. Tada je, u doba širenja Turske vlasti, jedna od ključnih utvrda za obranu Hrvatskog kraljevstva pa Turci Hercegu Stjepanu za vlast nad njom, kao eksklave, nude 100 000 dukata, što on odbija. Krajem 15. stoljeća njome upravljaju kraljevski kaštelani, a ubrzo (najkasnije početkom 16. stoljeća), dolazi pod tursku vlast. Tada je dodatno utvrđena topničkim bastionom. U osmanskoj vlasti ostaje do 1717., a zatim je uključena u Mletačku Dalmaciju (Sinjsku krajinu). Za francuske vladavine (1808.) je minirana. Danas je u ruševinama.

## Opis
Tvrđava je sagrađena na uzvisini S-I od Trilja za nadzor jedne od najvažnijih komunikacija koja vodi kroz unutrašnjost Dalmacije još od prapovijesti. Tvrđavu čine dvije kule povezane izduženim dvorištem. Istočna kula je veća i bolje sačuvana, izvana je nepravilnog okruglog tlocrta, a iznutra je osmerokutna sa sačuvanim bunarom. Zapadna kula je manja i lošije sačuvana. Utvrđeni su arheološki nalazi od kasne antike do početka 18. st., s naglaskom na kasni srednji vijek. Pod tvrđavom je stara župna crkva sa zvonikom na pročelju, građena u 18. st.

## Zaštita
S crkvom Svih Svetih je skupa pod oznakom Z-3920 zavedena kao nepokretno kulturno dobro - pojedinačno, pravna statusa zaštićena kulturnog dobra, klasificirano kao "arheološka graditeljska baština".

## Vanjske poveznice
- Utvrda Čačvina
- O Čačvini  Arhivirana inačica izvorne stranice od 16. travnja 2016. (Wayback Machine)